# خدا در جئینیسم
در جینیزم، خداگونگی کیفیت ذاتی هر روح پنداشته می‌شود. با این حال، این کیفیت به وسیله آغشته شدن جیواها با ماده کارمایی رام شده‌است. تمام جیواهایی‌که به حالت طبیعی سعادت نامحدود، علم بیکران، قدرت بی‌نهایت و درک بی پایان دست یافته‌اند، در آیین جئینیسم خدا تلقی می‌شوند. جینیزم نظریه الهه آفرینش که مسؤل ایجاد، خلق، یا حفظ این کاینات است را رد می‌کند. بر اساس دکترین جین، کاینات و آنچه در اوست (روح، ماده، فضا، زمان و اصول حرکت) همیشه موجود بوده‌است. تمام مواد متشکل از کاینات و افعال توسط قوانین طبیعی و روح کامل کیهانی اداره می‌شوند، یک موجود غیرمادی نمی‌تواند یک موجود مادی مانند کاینات را خلق کرده یا بالای آن اثر بگذارد.

## تعریف
از منظر اساسی، روح تمام موجودات زنده از هر لحاظ کامل و مستقل از هر نوع کنش‌های همان موجود بوده و خدا تلقی می‌شود یا خداگونگی دارد. اما عنوان خدا به روحی داده می‌شود که صفات خدا بر اساس ماهیت ذاتی آن روح در آن ظاهر شود.
بر اساس Ratnakaranda śrāvakācāra (منی عمده در جین):
आप्तेनो च्छिनदोषेण सर्वज्ञेनागमेशिना।
भवितव्यं नियोगेन नान्यथा ह्याप्तता भवेत्।।५।
در ماهیت اشیا، خدای واقعی باید عاری از خطاها و ضعف‌های طبیعت ادنا باشد؛ (او باید) داننده همه چیز بوده و آشکار کننده دارما باشد؛ الوهیت دیگر به هیچ شکلی ممکن نیست…
क्षुत्पिपासाजराजरातक्ड जन्मान्तकभयस्मयाः।
न रागद्वेषमोहाश्च यस्याप्तः स प्रकीर्त्यते ।।६।।
آن ذاتی که مبری از گرسنگی، تشنگی، کهولت، مرض، تولد، مرگ، ترس، غرور، وابستگی، بیزاری، شیفتگی، نگرانی، خودبینی، نفرت، ناراحتی، عرق، خواب و تعجب باشد، خدا خوانده می‌شود.

## خداگونگی
در جینیزم، خداگونگی کیفیت ذاتی تمام جیواها (یا تمام موجودات زنده) پنداشته می‌شود در صورتی که دارای خصوصیات سعادت نامحدود، قدرت بی‌نهایت، «Kevala Jnana» (علم خالص بیکران)، درک بی پایان و مظهر کامل سایر صفات نامحدود (قابل شمارش) باشند. بعد از این نکته دو نظریه محتمل است. یکی این‌که به روح از نقطه نظر خود روح دیده شود. این امر شامل توضیحات خصوصیات روح، ساختار دقیق آن، ترکیب و ماهیت آن، ماهیت حالات مختلفی که از آن بروز می‌کند و خصوصیات منبع آن طوری که در متون عمیق و مرموز Samayasāra, Niyamasara و Pravachanasara ذکر شده‌است. دوم طوری که اشیا را جدا از روح و روابط آن با روح بدانیم. بر اساس این طرزدید، کیفیت یک روح توسط کارماهای روح رام می‌شود. کارماها ذرات اساسی طبیعت در جینیزم هستند. کسی که از طریق عقیده درست، علم درست و رفتار درست به این حالت روح دست می‌ابد، خدا تلقی می‌گردد. این حالت تکامل یافته روح به نام Kevalin یاد می‌شود. بدین ترتیب خدا یک روح آزاد شده می‌گردد، آزاد از غصه، دوران‌های باززایی، جهان، کارماها و نهایتاً آزاد از خود جسم. این حالت را نروانا یا موکشا می‌گویند.
جینیزم برای روشن‌گری، وابستگی به هیچ موجود متعالی را تعلیم نمی‌دهد. تیرتانکارا یک رهنما و استاد است که راه روشن‌گری را نشان می‌دهد، اما تلاش برای روشن‌گری به عهده خود شخص می‌باشد. پاداش‌های معنوی و رنج‌ها، کار هیچ موجود الهی نبوده بلکه نتیجه نظم ذاتی معنوی در کیهان است؛ یک میکانیزم خود تنظیم کننده که به موجب آن فرد حاصل کارهای خودش را از طریق عملکرد کارماها درو می‌کند.
جین‌ها معتقدند که برای رسیدن به روشن‌گری و نهایتاً آزادی از تمام وابستگی‌های کارمائی، یک انسان باید اصول اخلاقی را نه تنها در ذهن، بلکه در گفتار و عمل، رعایت کند. چنین تلاش‌ها در تمام زندگی به سوی رسیدن به خود شخص را حفظ ماهاوراتا («پیمان بزرگ») می‌نامند.
بنابراین خدایان می‌توانند به خداهای مجسم که هم‌چنین arihantas نامیده می‌شوند، و خداهای بدون شکل غیر مجسم که بنام Siddhas یاد می‌شوند، طبقه‌بندی گردند. جینیزم به ارواحی که در نتیجه اعمال نیک در زندگی قبلی شان وارد جنت می‌شوند، devīs و devas می‌گوید. این ارواح برای مدت ثابت در بهشت باقی می‌مانند و حتی برای این‌که به موکشا دست یابند دوباره به شکل انسان حلول می‌کنند.
ازین‌رو، در جینیزم خدایان بی‌شماری وجود دارد که تمام آن‌ها به لحاظ تظاهر تمام صفات، معادل، آزاد شده و نامحدود هستند. نفس و کارماها، موارد جداگانه در جینیزم هستند که اولی زنده بوده و دومی زنده نمی‌باشد. دسترسی به روشن‌گری و کسی‌که در هم‌چو حالتی به‌سر می‌برد، و آنهایی که به چنین حالتی دسترسی پیدا کرده‌اند، خدا خوانده می‌شوند؛ بنابراین، موجودات (Arihant) که به علم مطلق (kevala jnana) دست یافته‌اند به عنوان خدا قابل پرستش اند. کیفیت خداگونگی در تمام آن‌ها یکی و یک‌سان است. جینیزم گاهی اوقات به عنوان یک دین ترا خداباوری قلم‌داد می‌شود، یعنی می‌تواند بر مبنای روشی که یک فرد «خدا» را تعریف می‌کند، آتئیست یا پولی‌تئیست باشد.

## پنج موجود متعالی

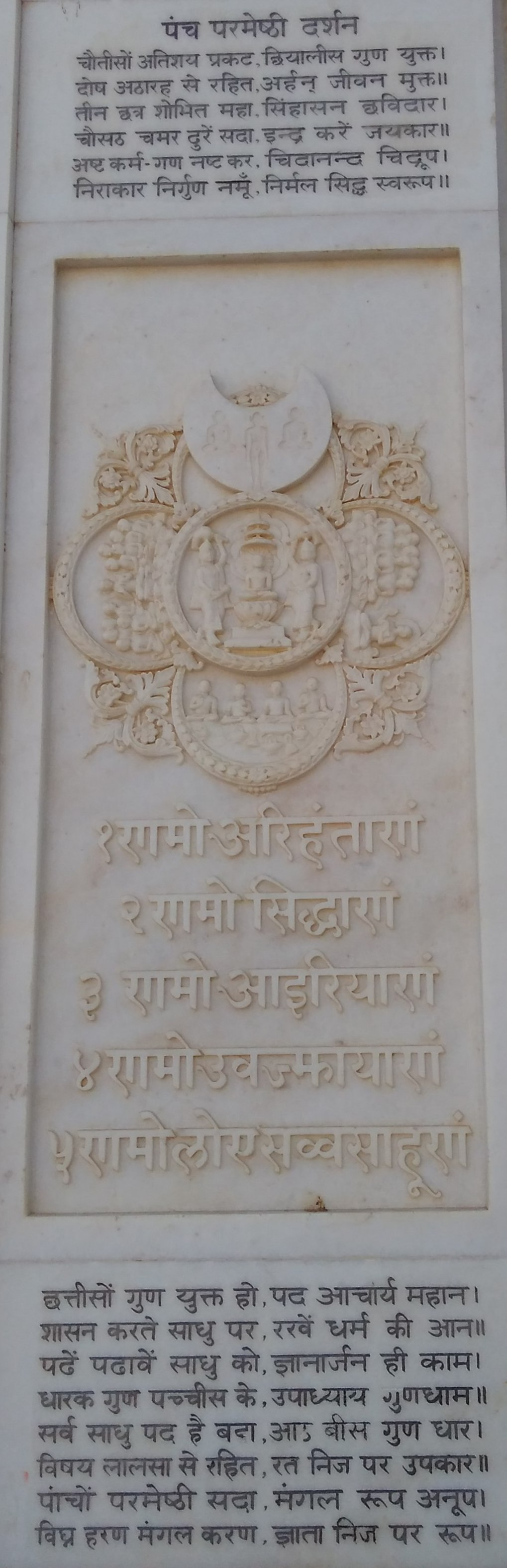
استلا پانکا-پارامستی (پنج موجود برتر) را به تصویر کشیده‌است، این‌ها موجوداتی اند که از نظر جئینیسم، شایسته تکریم و نیاییش اند.

در جینیزم، Pañca-Parameṣṭhi (اصطلاح سانسکریت برای «پنج موجود متعالی») سلسله پنج‌گانه مقام‌های مذهبی هستند که سزاوار تقدیس می‌باشند. این پنج موجود متعالی عبارت از:
1. Arihant
2. Siddha
3. Acharya (رهبر نظام رهبانی)
4. Upadhyaya («مربی مرتاض‌های کمتر پیشرفته»)
5. Muni یا راهب‌های جین

## آریهانت
از انسان‌هایی که تمام هوای نفسانی خود را شکست داده و به علم درست نامحدود (Kevala Jnana) دست یافته‌اند در جینیزم به arihant یاد می‌شوند. این‌ها هم‌چنین Jinas (فاتحین) یا Kevalin (موجودات همه‌چیزدان) نیز خوانده می‌شوند. arihant کسی است که تمام هوایش را از میان برداشته، کاملاً غیروابسته و بدون هیچ نوع خواسته‌ای است؛ بنابراین توانایی این را دارد که چهار ghātiyā karmas را از بین برده و kevala jñāna، یا علم مطلق، را بدست آورد. چنین انسانی هنوز هم دارای بدن و چهار aghātiyā karmas است. Arihantaها، در ختم زندگی انسانی شان، تمام aghātiyā karmas باقی‌مانده را نیز از بین برده و به Siddhahood دست می‌یابند. دو نوع kevalin یا arihant وجود دارد:
- Sāmānya Kevalin – فاتحین معمولی، که نگران رستگاری خود اند.
- Tirthankara Kevalin – بیست و چهار رهنمای روحانی انسان (خدایان آموزش دهنده) که راه حقیقت و رست‌گاری را نشان می‌دهند.[۷]

## تیرتانکارا

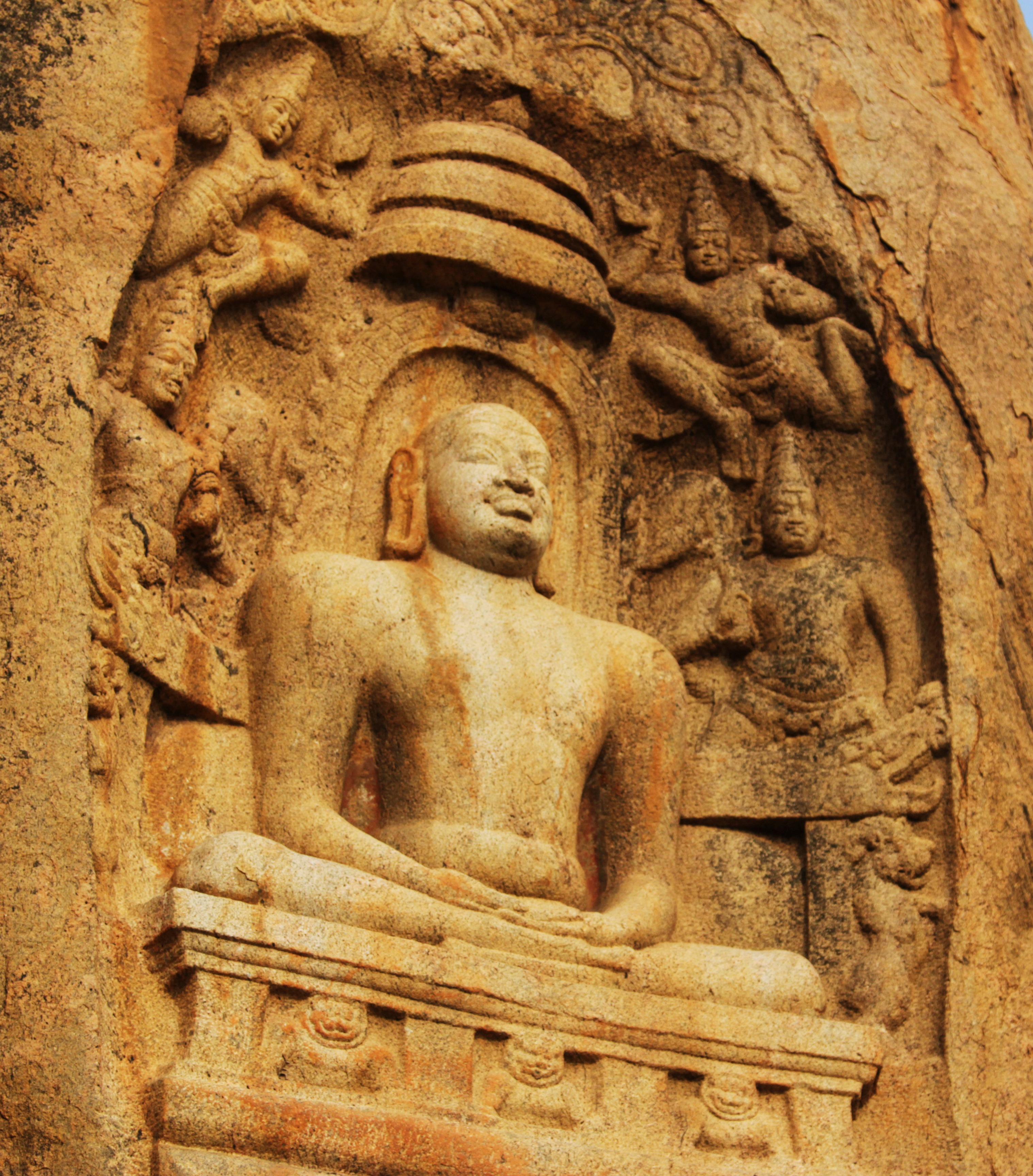
تصویر واردهامانا ماهاویرا، بیست و چهارمین و آخرین تیرتانکارا (تصویر:سامانار هیلز)

واژه Tīrthaṅkara بنیادگذار tirtha یا مسیر قابل عبور از امتداد یک بحر را می‌رساند. تیرتانکارا «مسیر قابل عبور» از بحر باززایی‌ها و مرگ پایان ناپذیر را نشان می‌دهد. فلسفه جین چرخه زمان را به دو نیمه تقسیم می‌کند، Utsarpiṇī یا چرخه زمان صعودی و avasarpiṇī، چرخه زمان نزولی. دقیقاً ۲۴ تیرتانکارا گفته می‌شود که هر یک از نیمه‌های چرخه زمان کیهانی را مورد لطف قرار می‌دهند.‏ Rishabhanatha/Aadishwar اولین و Mahavira آخرین تیرتانکارای چرخه avasarpiṇī بودند.
Tirthamkara-nama-karmaیک نوع خاص کارما است که ارتباط با آن روح را به حالت متعالی تیرتانکارا بلند می‌برد.

## ارجاعات
1. ↑  The Perfect Law بایگانی‌شده  در ۲۰ آوریل ۲۰۱۶ توسط Wayback Machine Jainworld.org
2. ↑  Jain, Champat Rai (1917), The Ratna Karanda Sravakachara, The Central Jaina Publishing House, p. 3, archived from the original on 2015
3. ↑  Sangave 2001, p. 164.
4. ↑  Zimmer 1953, p. 182.
5. ↑  Sangave 2001, p. 15.
6. ↑  Sangave 2001, p. 16.
7. ↑  Rankin 2013, p. 40.
8. ↑  Jain, Champat Rai (1930), Jainism, Christianity and Science, The Indian Press, Allahabad, archived from the original on 2015
9. 1 2  Sangave 2001, p. 16–17.